# Musée du Luxembourg
48°50′55″N 2°20′2.5″Ø / 48.84861°N 2.334028°Ø
Musée du Luxembourg er et museum der ligger ved Palais du Luxembourg i 6. arrondissement i Paris. Det blev indviet i 1750.
Efter en renovering blev museet åbnet på ny den 9. februar 2011 med en udstilling om Lucas Cranach den ældre.